# Crotalaria naragutensis
Espèce
Synonymes
- Crotalaria keilii f. chevalieri Baker f.[1]
- Crotalaria lynesii Baker f. & Martin[1]

Crotalaria naragutensis est une espèce de plantes à fleurs de la famille des Fabaceae et du genre Crotalaria présente en Afrique tropicale.

## Description

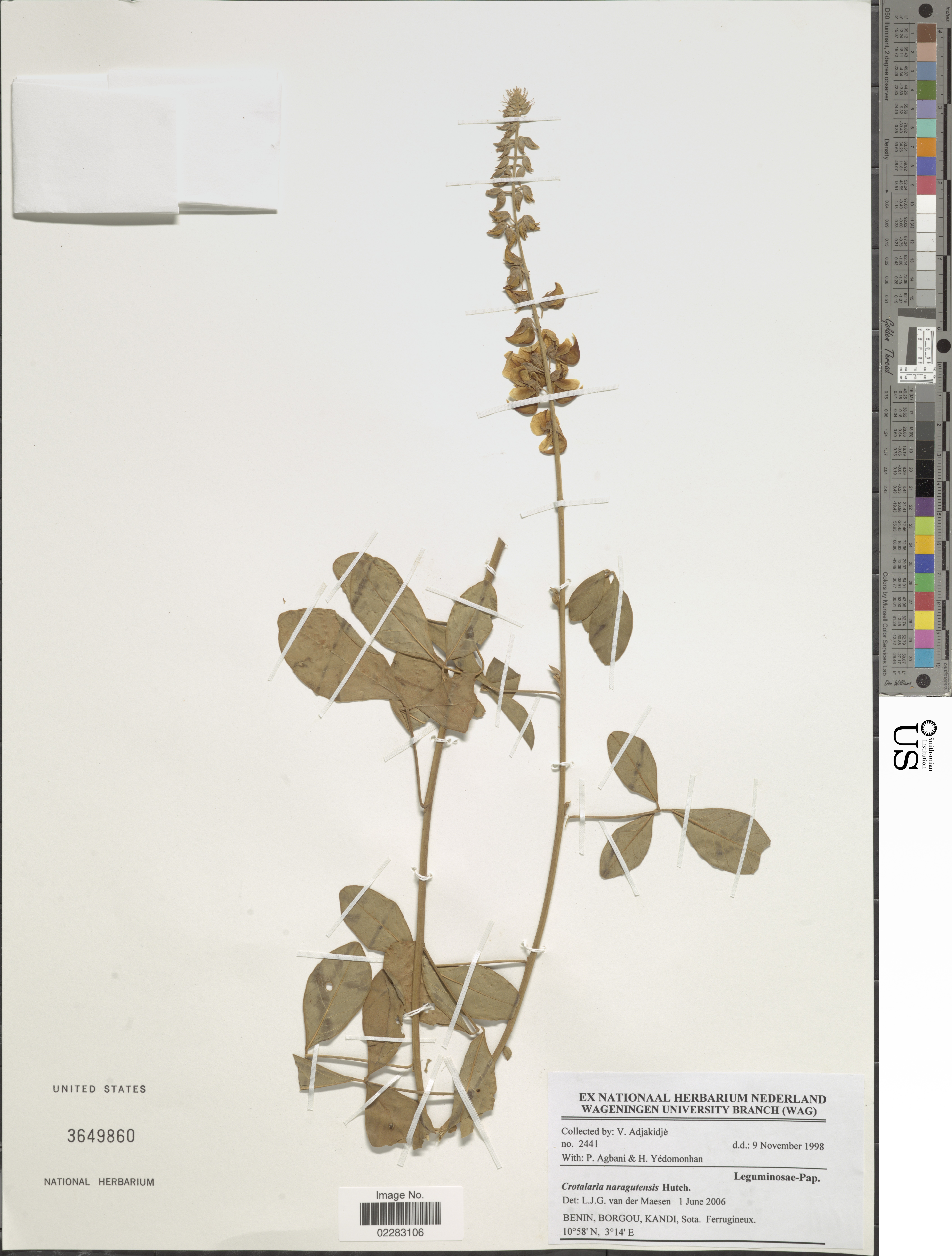
Spécimen collecté à Kandi, au bord de la Sota, au nord du Bénin.

C'est une herbe vivace érigée robuste, assez ramifiée, de 0,4 à 2,5 m de hauteur.

## Distribution
L'espèce est présente en Afrique de l'Ouest (Mali, Ghana) jusqu'au Soudan.

## Habitat
Relativement commune, on la rencontre dans la savane, souvent sur des sols sableux ou rocheux, parfois au bord des chemins.